# Adverbphrase
Adverbphrase (abgekürzt AdvP) oder Adverbgruppe wird in der Grammatik ein Ausdruck genannt, dessen Kopf oder Kern ein Adverb ist und der im Satz eine abgeschlossene Funktionseinheit bildet, also eine syntaktische Phrase. Für Adverbien gilt es als definierendes Merkmal, dass sie bereits als Einzelwort als Satzglieder dienen können, also kann ein einzelnes Adverb für sich schon eine Adverbphrase bilden. Es können aber auch verschiedene Zusätze zu einem Adverb hinzugefügt werden, so dass eine komplexere Adverbphrase entsteht.
Die Adverbphrase ist vom Begriff des Adverbials zu unterscheiden: Adverbial ist ein Funktionstyp von Satzgliedern, und von daher immer eine Phrase – der Begriff Adverbphrase fußt jedoch auf der Wortart Adverb. Adverbphrasen kommen nicht nur in der Funktion eines Adverbials vor, und ebenso sind viele Adverbiale keine Adverbphrasen, sondern sie können auf beliebigen Wortarten aufbauen.

## Adverbien in verschiedenen grammatischen Funktionen
In der Grammatiktheorie gibt es die Sichtweise, dass Einzelwörter, die als solche schon eine Funktion als  grammatische Ergänzung oder Angabe haben, auch zugleich als Phrasen einzustufen sind, weil „Phrase“ hier bedeutet, dass ein Wortart-Merkmal sich auf keine größere Einheit mehr überträgt (siehe unter Phrase (Linguistik) #Phrasen tragen Kategoriemerkmale). In dieser Sicht werden alleinstehende Adverbien, die im Satzzusammenhang vorkommen, als Adverbphrasen notiert. Dies ist dann tatsächlich der häufigste Fall einer Adverbphrase.
Beispiele:
- Adverb „oft“ als Zeitadverbial im Satz:

„Hans geht AdvP[oft] ins Kino.“
- Adverb „bedauerlicherweise“ als evaluatives Satzadverbial:

„AdvP[Bedauerlicherweise] gibt es heute keine Pizza.“
- Adverb „dort“ als Rechtsattribut bei einem Substantiv:

„[Das Haus AdvP[dort] ] gefällt mir.“
- Adverb „draußen“ als Ergänzung einer Präposition:[3]

„Die Kinder gingen [Pnach AdvP[draußen]].“
Kontroverser ist der Fall der sogenannten Pronominaladverbien wie „damit“, zum Beispiel in „Ich habe [damit] nichts zu tun“; sie werden oft als Präpositionalphrasen analysiert (siehe unter Präpositionalphrase #Abgrenzungsprobleme mit Adverbphrasen).
Manche Autoren legen indessen nahe, dass von Adverbphrase nur dann die Rede sein soll, wenn Erweiterbarkeit zu mehreren Wörtern besteht.

## Adverbien mit Modifikatoren
Ein unkontroverser Fall komplexer Adverbphrasen ist die Hinzufügung von näheren Bestimmungen (Modifikatoren) zu einem Adverb. Welche Modifikatoren möglich sind, hängt von der jeweiligen Bedeutungsklasse des Adverbs ab. Besonders bei lokalen und temporalen Angaben können dieselben Modifikatoren vorkommen, die auch bei Präpositionen derselben Bedeutungsklasse zu finden sind. Beispiele (Modifikator kursiv):
- Lokal: „gleich hier“ (vgl. „gleich am Eingang“),
- Temporal: „schon gestern“ (vgl. „schon am Montag“)
- „einen Tag vorher“ (vgl. „einen Tag vor dem Ereignis“)

Viele Adverbien erlauben Grad-Modifikation oder Intensivierung durch Adjektive bzw. Intensitätspartikeln:
- „sehr gern“ / „schrecklich gern“.

Es gibt auch Fälle mit nachgestelltem Modifikator:
- „gestern Abend“
- „heute um Mitternacht“

Bei manchen Ausdrücken kann es schwierig sein zu entscheiden, welcher der beiden Bestandteile der Kopf ist, nämlich wo beide für sich genommen typische Modifikatoren darstellen. Hier kann es auch zu Mehrdeutigkeiten kommen:
- „unten im Schrank“

= 1. Adverbphrase mit dem Kopf „unten“: „unten, und zwar, wo der Schrank steht“.
= 2. Präpositionalphrase: „im Schrank, und zwar im unteren Bereich des Schrankes.“

## Adverbien und Ergänzungen
Eine Besonderheit bei der Wortart Adverb ist, dass traditionell häufig Rektionseigenschaften zu ihrer Bestimmung herangezogen werden, nämlich in dem Sinn, dass Adverbien nur solche Wörter seien, die keine Ergänzungen verlangen und erst recht keinen Kasus regieren (sie können demnach nur von weglassbaren Angaben erweitert werden, wie im vorigen Abschnitt).
Unflektierbare Wörter, die Ergänzungen regieren, werden traditionell immer als Präpositionen bezeichnet, auch wenn sie formgleich mit Vorkommen ohne Rektion sind:
- „AdvP[Abseits] wurde eine Sickergrube angelegt.“ („abseits“ als Adverb)
- „PP[Abseits des Dorfes] wurde eine Sickergrube angelegt.“ („abseits“ als Präposition)

In diesem Verständnis sind also die möglichen Bestandteile einer Adverbphrase eingeschränkter als die Phrasen aller anderen lexikalischen Kategorien. Es handelt sich hier allerdings nicht um einen Befund über Eigenschaften, die „das Adverb“ als solches hat, sondern umgekehrt um eine terminologische Festlegung, was Adverb genannt werden soll und was nicht.